# Wide Awake (Parachute)
Wide Awake è il quarto album in studio del gruppo musicale statunitense Parachute, pubblicato l'11 marzo 2016. 

## Tracce
1. Without You – 3:48
2. What Side of Love – 3:46
3. Jennie – 4:31
4. Everything – 4:00
5. Lonely With Me – 3:39
6. Love Me Anyway – 3:24
7. New Orleans – 4:06
8. When You Move – 4:01
9. Getaway – 4:46
10. Crave – 2:45
11. What Breaks My Heart – 4:33
12. Waking Up – 4:09